# Ryuichi Hirashige
Ryuichi Hirashige (平繁 龍一, Hirashige Ryuichi) est un footballeur japonais né le 15 juin 1988. Il évolue au poste d'attaquant.

## Biographie
Ryuichi Hirashige participe à la Coupe du monde des moins de 20 ans 2007 avec le Japon. Il dispute un match lors de cette compétition.

## Palmarès
- Championnat du Japon en 2012 avec le Sanfrecce Hiroshima
- Champion de J-League 2 en 2008 avec le Sanfrecce Hiroshima
- Vainqueur de la Supercoupe du Japon en 2008 avec le Sanfrecce Hiroshima
- Finaliste de la Coupe du Japon en 2007 avec le Sanfrecce Hiroshima